# Oryzomys palustris
La rata arrocera (Oryzomys palustris) es una especie de roedor de la familia Cricetidae.

## Distribución y hábitat
Se encuentra únicamente en el sudeste de Estados Unidos.
Su hábitat natural se compone de pantanos de tierras bajas subtropicales o tropicales, pastizales subtropicales o tropicales estacionalmente húmedos o inundados.